# Agenzia internazionale dell'energia
L'Agenzia internazionale dell'energia (AIE, in inglese International Energy Agency, IEA) è un'organizzazione internazionale intergovernativa fondata da 29 paesi nel 1974 dall'Organizzazione per la cooperazione e lo sviluppo economico (OCSE) in seguito allo shock petrolifero dell'anno precedente.

## Storia
Lo scopo dell'agenzia è quello di facilitare il coordinamento delle politiche energetiche dei paesi membri per assicurare la stabilità degli approvvigionamenti energetici (principalmente petrolio) al fine di sostenere la crescita economica. L'agenzia ha esteso il suo mandato verso la direzione dello sviluppo sostenibile, occupandosi anche di protezione dell'ambiente e cambiamenti climatici. Essa ha assunto dunque un ruolo nel promuovere e sviluppare le fonti alternative di energia, razionalizzare le politiche energetiche e coordinare la ricerca multinazionale su nuove fonti di energia.
La AIE si occupa di tutti i settori energetici a eccezione dell'energia nucleare, dove si limita a compilare statistiche di bilancio generale, essendo questo settore delegato in particolare all'Agenzia per l'energia nucleare della stessa OCSE e inoltre all'Agenzia internazionale per l'energia atomica dell'Organizzazione delle Nazioni Unite. La sede dell'agenzia è Parigi e il direttore esecutivo al 2015 è Fatih Birol.